# Jürgen Becker (humoriste)
Pour les articles homonymes, voir Jürgen Becker.
Jürgen Becker (né le 27 août 1959 à Cologne) est un humoriste et animateur de télévision allemand.

## Biographie
Après l'abitur, il suit une formation de graphiste chez 4711, puis complète une formation collégiale technique en travail social via la deuxième filière. Pendant ses études, il vit près de deux ans dans un parc à roulottes et finance ses études en travaillant, entre autres, comme conducteur de camion et de tracteur. Il travaille ensuite dans une imprimerie fondée par des amis. Il a une fille.
En 1983, il est l'un des fondateurs de Stunksitzung, dont il fut le "président" de 1984 à 1995. Après avoir assisté à plusieurs reprises au spectacle Und sie bewegt mich doch de Hanns Dieter Hüsch en 1985, il veut être aussi humoriste. Il en aurait parlé avec Hüsch après une représentation. En 1989, Becker fonde avec Heiner Kämmer et Wolfgang Nitschke le trio d'humoristes colonais 3Gestirn Köln 1. En 1990, Becker quitte le trio et est remplacé par Wilfried Schmickler.
Becker est en solo depuis 1991. Parmi ses programmes solos, il convient de mentionner particulièrement Biotop für Bekloppte, qui raconte à sa manière unique les 2 000 ans d'histoire de Cologne.
À partir de 1992, il anime l'émission humoristique Mitternachtsspitzen avec ses collègues Wilfried Schmickler et Uwe Lyko, diffusé huit fois par an sur WDR Fernsehen. Le 19 décembre 2020, Jürgen Becker, Uwe Lyko et Wilfried Schmickler remettent la télécommande, qui avait été attachée par les accessoiristes, à Christoph Sieber, le nouvel animateur. De 1994 à 1997, il apparaît avec Rüdiger Hoffmann dans le programme Es ist furchtbar, aber es geht. Ein nordrhein-westfälischer Heimatabend. Entre 2008 et 2018, il est le "Professeur Becker" dans l'émission Der dritte Bildungsweg sur WDR. De 2011 à 2015, Becker présente Baustelle Deutschland sur WDR Fernsehen. En novembre 2014, il est invité à l'émission humoristique Die Anstalt. En 2020, Becker a un rôle d'invité dans le dernier épisode de la série policière Professor T. dans le rôle d'un témoin sans-abri.
Becker est engagé auprès de la station WDR 2 depuis le 9 novembre 1990, la comédie radiophonique diffusée le vendredi à 10h50 Becker & Jünemann. Des sujets politiques, pour la plupart d'actualité, sont abordés et mis en scène sous la forme d'un dialogue entre Jürgen Becker et Didi Jünemann. De 2003 à 2006, ils tournent avec le spectacle scénique du même nom.